# Simulium fionae
Simulium fionae är en tvåvingeart som beskrevs av Adler 1990. Simulium fionae ingår i släktet Simulium och familjen knott.
Artens utbredningsområde är New Hampshire. Inga underarter finns listade i Catalogue of Life.